# نورة الحملي
نورة أحمد الحملي، من مواليد 3 سبتمبر 1997، هي لاعبة كرة قدم سعودية، تلعب بمركز مهاجم، أنضمت لنادي الهلال سنة 2022.